# Hapalemur
Hapalemur é um gênero de lêmures da família Lemuridae. Pode ser encontrado apenas em Madagascar. Os membros desse gênero são conhecidos como lêmures-do-bambu ou lêmures-gentis.

## Espécies
- Hapalemur alaotrensis (Rumpler, 1975)
- Hapalemur aureus (Meier, Albignac, Peyrieras, Rumpler e Wright, 1987)
- Hapalemur griseus (Link, 1795)
- Hapalemur meridionalis Warter et al., 1987
- Hapalemur occidentalis (Rumpler, 1975)
- Hapalemur simus J. E. Gray, 1871